# Fredrik Brusewitz

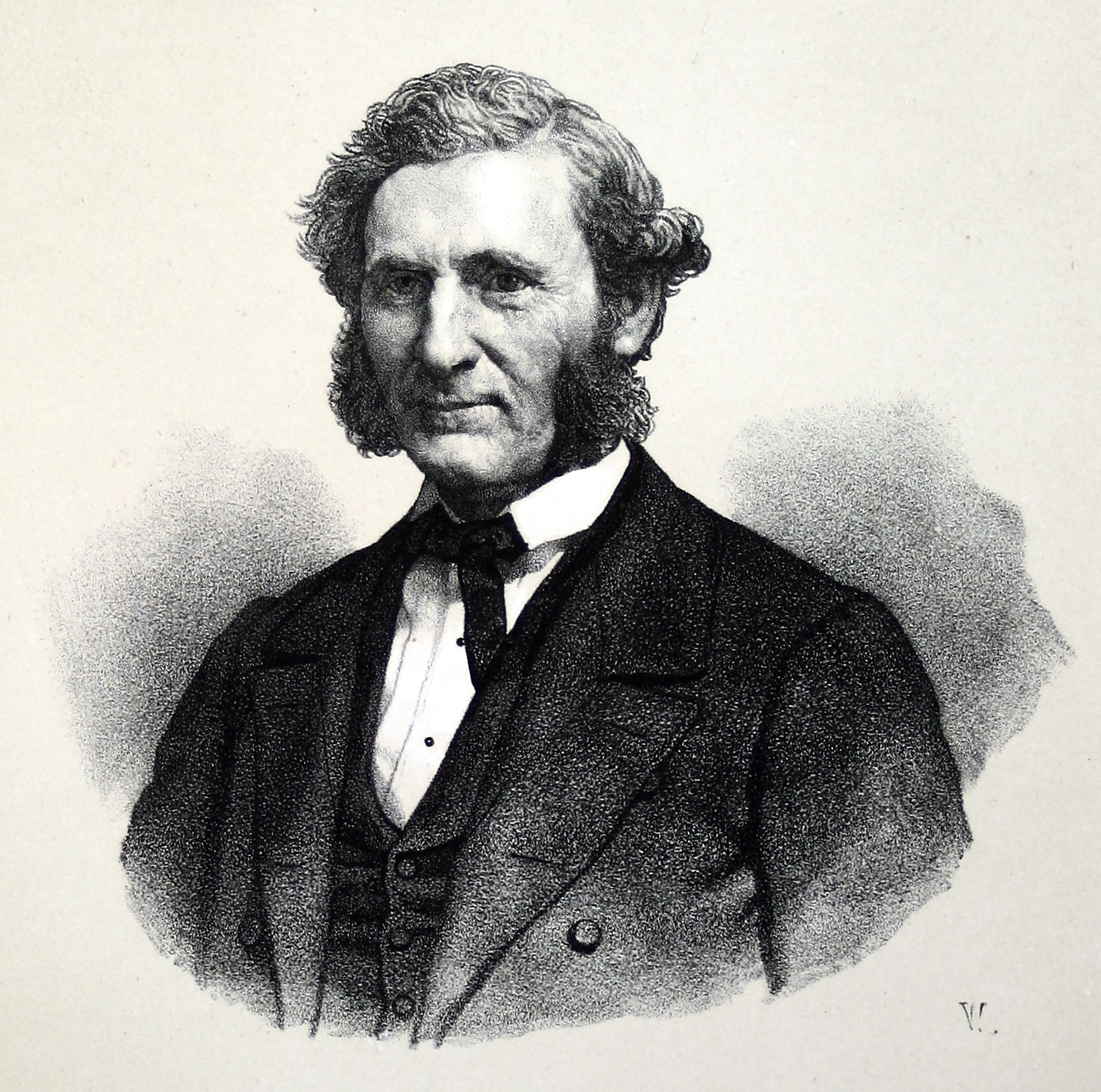
Fredrik Brusewitz.

Fredrik Ludvig Brusewitz, född 22 september 1816 i Göteborg, död 28 augusti 1888 i Limmared, Södra Åsarps socken,  Älvsborgs län
, var en svensk industriman och politiker. Han var bror till konstnären och museimannen Gustaf Brusewitz och far till Fritz och Carl Brusewitz.
Brusewitz var elev vid Chalmerska slöjdskolan. Under sina studier studerade han hösten 1833 glastillverkning vid Reijmyre glasbruk. Året därpå studerade han vid Bromö glasbruk, och efter sin ingenjörsexamen 1836 reste han till Danmark, England och Tyskland för vidare studier. År 1837 anställdes han av Carl Ramström som var ägare till Skönviks och Sandö glasbruk och skickades på studieresa till Frankrike. År 1839 blev han förvaltare vid Skönviks glasbruk, där han blev kvar till 1844 då glasbruket kom på obestånd. Han arbetade därefter en tid vid Bromö glasbruk innan han senare samma år anställdes vid Eda glasbruk. Här introducerade han pressglastillverkningen genom formar inköpta för Skönvik. År 1847 lämnade han tjänsten vid Eda och tillträdde istället som förvaltare vid Limmareds glasbruk i Älvsborgs län. Sedan glasbruket fått ekonomiska svårigheter ställde sig Brusewitz i spetsen för ett konsortium av köpare och övertog driften 1853. Från 1883 blev han ensam ägare av glasbruket. Brusewitz var ledamot av riksdagens första kammare 1866-1875, invald i Älvsborgs läns valkrets.